# Сельское поселение Четырла
Сельское поселение Четырла — муниципальное образование в Шенталинском районе Самарской области.
Административный центр — село Четырла.

## Административное устройство
В состав сельского поселения Четырла входят:
- село Четырла,
- посёлок Киргизовский,
- посёлок Красный Яр,
- деревня Алтунино,
- деревня Семеново-Шарла.